# Kevin Lynch (Hungerstreikender)
Kevin Lynch (*  25. Mai 1956 in der Nähe von Dungiven, County Derry; † 1. August 1981 bei Lisburn) war ein nordirisches Mitglied der INLA und Hungerstreikender.

## Leben
Lynch wuchs als jüngstes von acht Kindern in der Nähe von Dungiven im nordirischen County Derry auf. 
1976 trat Kevin Lynch der INLA bei und wurde bereits einige Monate später im Zuge eines Angriffs auf Einheiten der RUC verhaftet. Für seine Aktivitäten in der INLA wurde er im Dezember 1977 zu einer zehnjährigen Freiheitsstrafe verurteilt, woraufhin er sich während seiner Inhaftierung im Gefängnis Maze Prison umgehend dem Blanket Protest anschloss. 
Am 22. Mai 1981 schloss sich Kevin Lynch dem Hungerstreik von 1981 rund um Bobby Sands an, in dessen Folge er nach 71 Tagen starb. 
Nach Lynch ist der Hurling-Club von Dungiven benannt.